# Paratettix pictus
Paratettix pictus är en insektsart som beskrevs av Hancock, J.L. 1910. Paratettix pictus ingår i släktet Paratettix och familjen torngräshoppor. Inga underarter finns listade i Catalogue of Life.